# Barbara Ertl
Barbara Ertl (* 27. Januar 1982 in Benediktbeuern) ist eine aus Deutschland stammende und für Italien startende ehemalige Biathletin.
Ertl war Sportsoldatin und lebt in Sand in Taufers. Sie stammt aus Lenggries und ist mit einem Südtiroler verheiratet. Da sie sich nie für die deutsche Weltcup-Mannschaft qualifizieren konnte und auch die Aussichten darauf zu gering waren, wechselte sie im Februar 2006 die Staatsbürgerschaft und gehört seitdem zur italienischen Biathlon-Nationalmannschaft.
Bei Junioreneuropameisterschaften gewann Ertl 2002 in Kontiolahti mit der 3 × 7,5 km Staffel in der Aufstellung Katharina Echter,  Ertl und Jenny Adler die Goldmedaille sowie Bronze in Einzel, Sprint und Verfolgung. Im italienischen Ridnaun konnte sie 2003 einen zweiten Platz im Einzelrennen des Europacups und zwei Jahre später einen Sieg im Staffelrennen gemeinsam mit Ute Niziak, Sabrina Buchholz und Simone Denkinger erringen.
Ertl startet seit Ende der Saison 2005/06 im Weltcup. In Einzelrennen konnte sie bislang noch keine vordere Platzierung erringen und erlief noch keinen Weltcuppunkt. Erfolgreicher war sie bislang mit der italienischen Staffel. Mit ihr erreichte sie 2006 in Hochfilzen einen siebten Platz. Sie startete bei den Olympischen Winterspielen 2006 in Turin und wurde 38. im Einzel und erreichte damit ihre bis dahin beste Platzierung bei einem internationalen Spitzenrennen. Zudem wurde sie 13. mit der Staffel. Ihre international erfolgreichste Saison lief Ertl 2007/08. Sie erreichte mit Rang 31 in Oberhof ihr bestes Ergebnis in einem Einzelrennen, verpasste jedoch damit einen Weltcuppunkt-Gewinn um einen Platz. In Östersund nahm sie zum zweiten Mal bei den Biathlon-Weltmeisterschaften 2008 teil – 2006 war sie für die Staffel nominiert, die bei den Wettkämpfen in Pokljuka jedoch nicht antrat – und erreichte die Ränge 52 im Einzel, 59 im Sprint und 54 in der Verfolgung. Im Staffelrennen wurde sie mit der Vertretung Italiens Zehnte.
In der Saison 2008/2009 war Barbara Ertl mit einer Trefferquote von 93 % die sicherste Schützin im Weltcup. Auch in Pyeongchang trat Ertl bei den Biathlon-Weltmeisterschaften 2009 an und belegte im Einzel den 44. Platz.

## Biathlon-Weltcup-Platzierungen
Die Tabelle zeigt alle Platzierungen (je nach Austragungsjahr einschließlich Olympische Spiele und Weltmeisterschaften).
- 1.–3. Platz: Anzahl der Podiumsplatzierungen
- Top 10: Anzahl der Platzierungen unter den ersten zehn (einschließlich Podium)
- Punkteränge: Anzahl der Platzierungen innerhalb der Punkteränge (einschließlich Podium und Top 10)
- Starts: Anzahl gelaufener Rennen in der jeweiligen Disziplin

| Platzierung                      | Einzel | Sprint | Verfolgung | Massenstart | Staffel | Gesamt |
| -------------------------------- | ------ | ------ | ---------- | ----------- | ------- | ------ |
| 1. Platz                         |        |        |            |             |         |        |
| 2. Platz                         |        |        |            |             |         |        |
| 3. Platz                         |        |        |            |             |         |        |
| Top 10                           |        |        |            |             | 8       | 8      |
| Punkteränge                      |        |        |            |             | 11      | 11     |
| Starts                           | 7      | 14     | 4          |             | 12      | 37     |
| Stand: nach der Saison 2009/2010 |        |        |            |             |         |        |